# 언론의 역사
언론의 역사는 기술, 무역의 발전을 연결하고 있고, 주기적으로 정보를 모으고 전하는 전문적 기술의 등장이라는 특징이 있으며, 언론의 한 역사에서 짐작 가능하듯이 언론은 "우리가 이용할 수 있는 뉴스의 영역 그리고 그것이 전달되는 속도"의 지속적인 증가를 불러 일으켰다. 인쇄기 발명 전, 뉴스의 주요 원천은 사람들의 입에서 입으로 전해지는 소문들이었다. 본토로 돌아오는 상인, 선원, 여행가 등이 새로운 정보들을 가져왔고, 고대 필경사들은 종종 그러한 정보들을 적었다. 때문에 신뢰하기 몹시 어려웠으며, 인쇄기 발명 후 사라졌다. 18C 이후는 신문(그리고 잡지), 20C 이후는 라디오와 TV. 21C 이후는 인터넷이 언론인들의 주요 수단이 됐다.

## 초기 및 기본 언론

### 유럽
1556년 베네치아 정부는 처음으로 그 당시의 베네치아 동전인 가제타 한 개의 비용이 드는 월간지 '노티치에 스크리테'("서면 통지")를 발행했다. 그리고 그 이름은 "신문"을 의미하게 됐다. 이 아비비는 손으로 쓴 뉴스레터로, 유럽 전역 특히 근대 초기(1500-1800)동안 이탈리아에서 정치, 군사, 경제 뉴스를 빠르고 효율적으로 전달하는 데 사용됐다.
하지만 출판물 중 그 무엇도 일반적인 국민 대상으로 한 것이 아니었으며 특정 범위 주제도 한정되어 적합한 신문에 대한 현대적 기준을 충분히 만족시키기 어려웠다. 1601년경에 등장한 초기 출판물은 현대의 신문으로 생각할 수 있는 것의 발전에 기여했다. 15세기 그리고 16세기 무렵, 영국과 프랑스는 '관계(relations)'라는 긴 기사를 공표했는데, 스페인은 이를 "Relaciones"라고 불렀다. 하나의 행사와 같은 출판물의 경우, 주로 벽에 붙여 공고하는 브로드시트 형태로 인쇄됐다. 또한 팸플릿과 작은 소책자(더 길면 가끔 편지 형태)처럼 나오기도 하며, 때로는 목판 삽화가 같이 나왔다. 문맹률은 오늘날에 비해 낮았기 때문에 당시 발행된 기사들은 대부분 소리를 내어 읽혔다(어떤 느낌으로는 읽고 쓸 수 있는 능력 그리고 구전 문화는 각본에 같이 존재했다.).

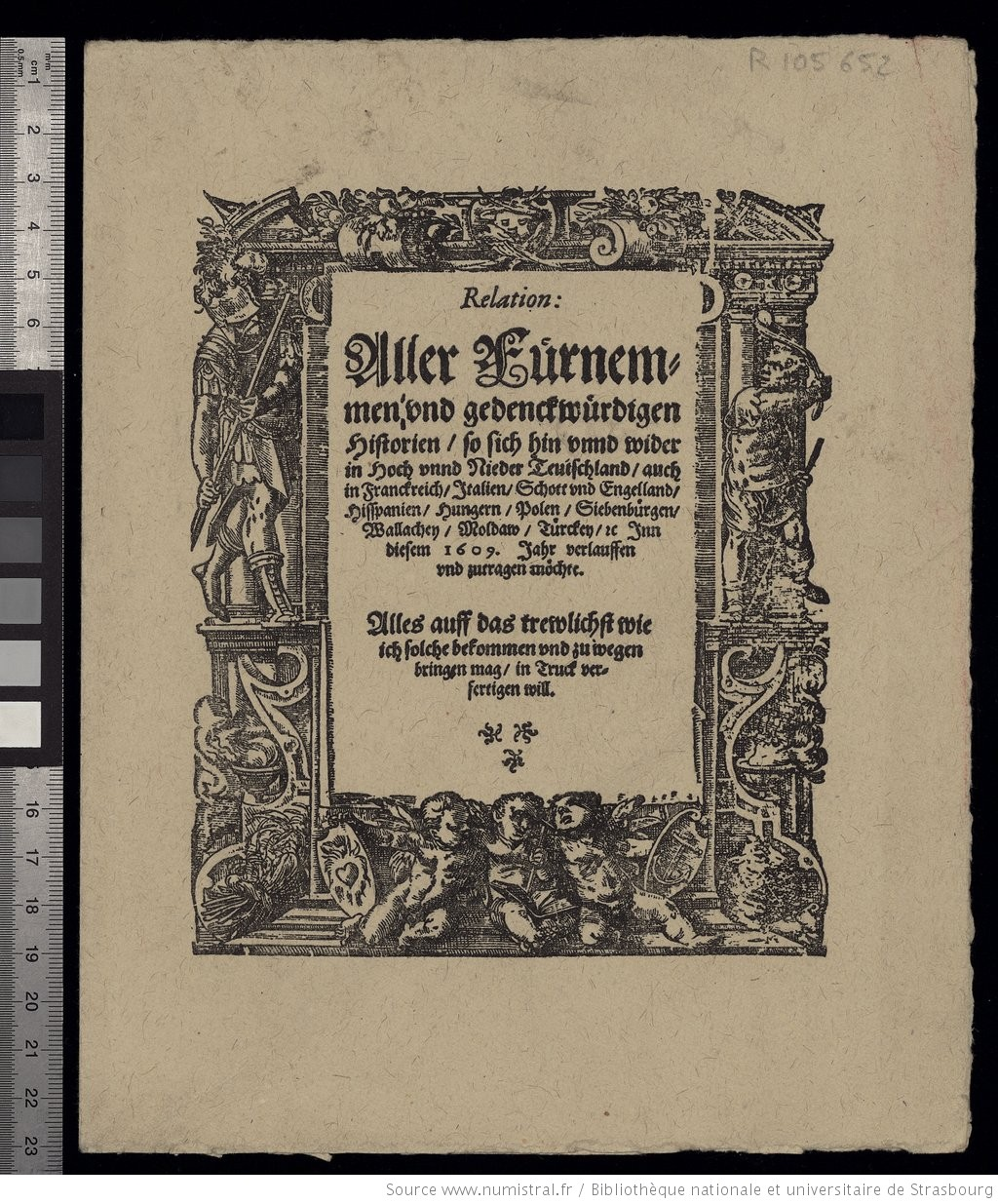
최초의 신문인 1609년의 Carolus' Relation 의 제목 페이지

1400년까지 이탈리아와 독일의 도시 사업가들은 중요한 뉴스 사건에 대해 손으로 쓴 신문을 수집하고, 그들의 사업 관계자들에게 나눴다. 여기서 인쇄기 사용에 관한 생각은 1600년경 독일에서 처음 등장했다. 초기의 선구자는 1580년대부터 시작된 프랑크푸르트와 라이프치히의 대형 도서전에 대한 반기별 뉴스 편집물인 무역 박람회 보고서였다. 진정한 최초의 신문은 1605년 스트라스부르그에서 시작된 주간지인 유명하고 기억에 남는 모든 뉴스 모음이다. 1609년부터 볼펜뷔텔에서 Avisa Relation oder Zeitung이 발행됐고, 프랑크푸르트(1615년), 베를린(1617년), 함부르크(1618년)에서 곧 가제트가 설립됐다. 1650년까지 30개의 독일 도시들은 활발한 정기 간행물들을 갖고 있었다.  라틴어로 된 반기별 뉴스 이야기인 Mercurius Gallobelgicus는 1594년에서 1635년 사이에 쾰른에서 출판됐지만 그것은 다른 출판물의 모델은 아니었다.
그 뉴스는 17세기 유럽에서 잘 확립된 채널을 통해 뉴스레터 사이에 유통됐다. 앤트워프는 두 개의 네트워크 중심지였는데 하나는 프랑스, 영국, 독일 및 네덜란드를 연결하고 다른 하나는 이탈리아, 스페인, 포르투갈을 연결한다. 가장 좋아하는 주제에는 전쟁, 군사 문제, 외교, 법정 업무 및 가십이 포함됐다.
1600년 이후 프랑스와 영국의 정부들은 공식적인 뉴스레터를 인쇄하기 시작했다. 1622년 최초의 영어 주간지인 "일반 뉴스의 흐름"이 출판되어 영국 에서 8~24페이지의 4절판 형식으로 배포되었다.

## 19세기의 혁명적 변화
모든 주요 국가의 신문들은 일련의 기술적, 사업적, 정치적 및 문화적 변화로 인해 19세기에 훨씬 중요해졌다. 빨라진 인쇄기와 값싼 목재 기반의 신문 인쇄는 대규모 발행부수를 가능하게 했다.초등 교육의 급속한 확장은 잠재적인 독자의 수가 엄청나게 증가했다는 것을 알려줬다. 정당들은 지역과 국가 차원에서 신문을 후원했다. 20세기가 끝날 무렵, 광고는 잘 정착됐고, 신문 소유주들의 주요 수입원이 됐다. 이것은 가능한 한 가장 많은 발행부수를 얻기 위한 경쟁으로 이어졌고, 종종 모든 정당의 구성원들이 신문을 살 수 있도록 당파성을 경시했다. 1860년대와 1870년대에 유럽의 신문 수는 약 6,000개로 꾸준히 유지되었고, 1900년에는 12,000개로 두 배가 됐다. 1860년대와 1870년대에 대부분의 신문은 4페이지의 사설, 재인쇄된 연설, 소설과 시에서 발췌한 몇 개의 작은 지역 광고들이었다. 그것들은 비쌌고, 대부분의 독자들은 최신호를 보기 위해 카페를 갔다. 각 수도에는 런던 타임즈, 런던 포스트, 파리 템프 등과 같은 주요 국가 신문이 있었다. 그들은 비싸고 국가 정치 엘리트로 향했다. 매 10년마다 인쇄 속도는 빨라졌고, 1880년대에 자동 조판기의 발명은 대형 조간 신문의 야간 인쇄를 가능하게 했다. 값싼 목재 펄프가 훨씬 더 비싼 헝겊 종이를 대체했다. 주요 문화 혁신은 전문 기자들이 다루는 뉴스 수집의 전문화였다. 자유주의는 언론의 자유를 이끌었고 정부 검열의 급격한 감소와 함께 신문 세금을 폐지했다. 이익에 관심있는 기업가들은 점점 더 정당의 지위를 형성하는 데 관심이 있는 정치인들을 대체했고, 따라서 더 큰 구독 기반에 대한 극적인 지원이 있었다. 가격은 1페니까지 하락했다. 뉴욕에서 "황색 언론"은 선정주의, 만화(노란색으로 표시됨), 팀 스포츠에 대한 강한 강조, 정치적 세부 사항과 연설에 대한 축소 보도, 범죄에 대한 새로운 강조, 특히 주요 백화점을 특징으로 하는 크게 확장된 광고 섹션을 사용했다. 이전에는 여성이 무시당했지만 이제는 가족, 가정, 패션 문제에 대한 여러 조언 칼럼이 제공됐으며 광고는 점점 그들에게 쏟아졌다.

## 이탈리아

### 초기 개발
약 1500년에서 1700년까지, 17세기 중반에 최초의 정기 발행 인쇄 신문이 개발되기 전에 아비비, 레포리, 가제트, 라구아글리와 같은 다양한 이름으로 알려진 손으로 쓴 뉴스레터는 이탈리아에서 군사 및 정치 뉴스가 유통될 수 있는 가장 빠르고 효율적인 수단이었다.

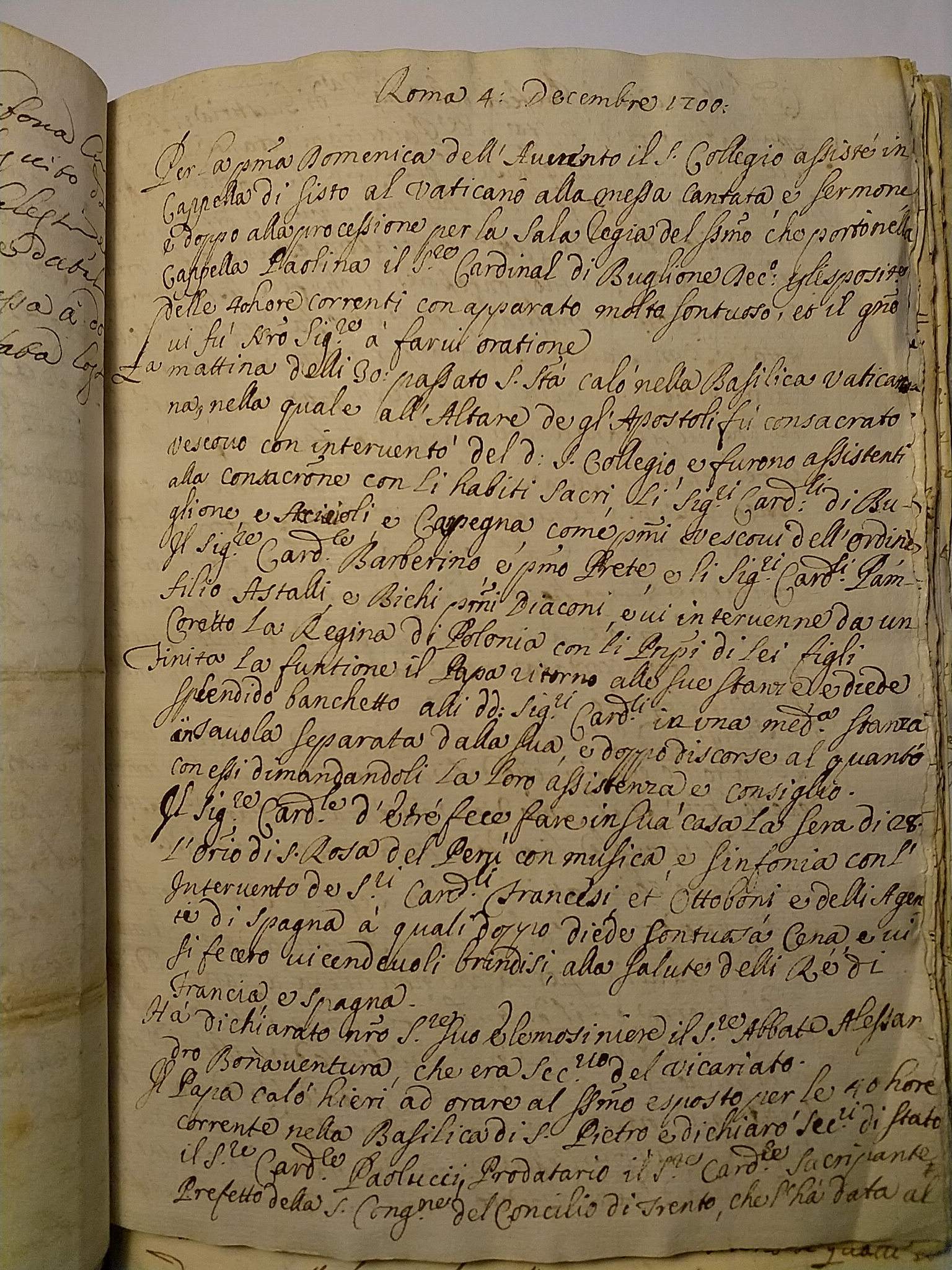
1700년 12월 4일자 로마의 Avviso

정치, 군사 및 경제 뉴스를 신속하게 전달하기 위해 사용되는 손으로 쓴 아비비는 각 법원이 반대 법원과 심지어 동맹 법원의 활동을 알고자 하는 욕구에 의해 생성되어 이탈리아 전역에 퍼졌다. 시간이 지남에 따라 무료로 제공되었던 이 정보는 결국 이러한 제품에 대한 높은 수요를 충족시키기 위해 전문가에 의해 판매되고 배달원들에 의해 배포되었다. 16세기 중반부터 메난티, 레포트리스티, 가제티에리라고 불리는 이탈리아 뉴스레터 작가들은 뉴스 서비스를 설립했고, 그 규칙성은 그들 지역의 우편 서비스 네트워크에 의해 결정될 수 있었다.
아비비는 그들의 기원을 찾았고, 초기 현대 로마와 베니스에서 정점을 찍었다. 특히 이 두 도시가 '뉴스 서비스' 발전 중요한 역할을 했어야 했던 이유를 이해하는 것은 어렵지 않았다. 현대 역사학자로 일할 장소를 선택한 이유를 설명하는 비토리오 시리의 말은 한 가지 설명을 제공했다. '플루타르코스가 역사가를 찾고자 했던 도시, 즉 대사들과 장관들로 꽉찬 크고 웅장한 궁정을 보유한 도시'가 필요하다고 말했다. 세계 어느 곳보다 많은 사람들이 유럽의 모든 궁정에서 대사를 지냈고 귀족들에 의해 시민 문제를 관리하는 수많은 관리자들을 확인할 수 있었고, 그곳에서 그들은 깨끗한 공정 능력을 보유하고 있고 왕자의 업무를 인지하고 있었다. 시리는 베네치아를 가리켰지만 가톨릭 수도인 로마도 큰 차이가 없었다. 사실 불과 몇 년 전, 그 시대의 많은 모험적인 역사가이자 편집자 중 한 명인 Maiolino Bisaccioni는 '로마는 당신이 아는 것처럼 세계의 모든 뉴스가 발견되는 곳'이라고 선언했다.
아비비의 내용과 성격은 두 도시 사이에 차이가 있었다. 로마 아비스는 자신들의 이익을 위해 국가 기밀이나 공식적인 가십을 기꺼이 누설하려는 반대파를 이용하여 교회, 정치 및 범죄 음모를 포함했다. 그리고 나서 귀족뿐 아니라 교회와 정부 관리에 의해 읽혔다. 그것은 공공 문제에 대한 당파적인(때로는 스캔들) 논평이기 때문에 교황의 검열을 받았고 몇몇 필사자들이 투옥되거나 처형됐다. 저명한 로마 법학자 프로스페로 파리나치는 뉴스레터 작성자가 국가 기밀을 누설하는 것은 불경죄 못지않게 엄하게 처벌해야 하는 범죄라고 주장했다. 베네치아의 아비스는 그러한 사건에 대한 보도에서 더 보수적이었고 상업적 문제에 더 몰두했다.

### 17 세기

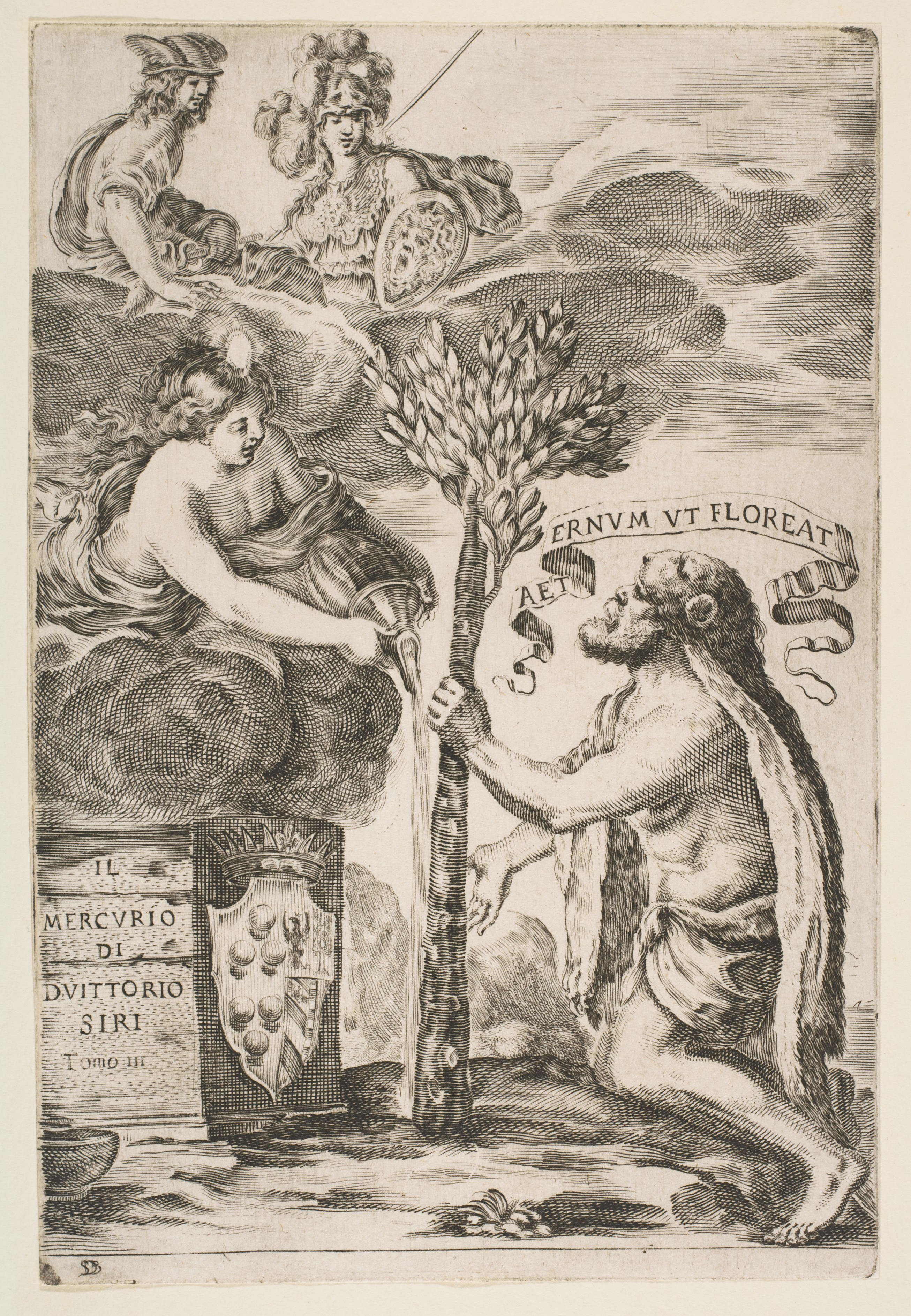
Stefano della Bella 가 에칭한 Vittorio Siri의 Il Mercurio (1652) 3권 제목 페이지

인쇄된 아비비는 17세기 전반까지 이탈리아에 등장하지 않았다. 손으로 쓴 형태의 검열을 쉽게 피할 수 있고, 인쇄 기술을 사용하는 복사자를 꺼려하는 것(직업 안정성에 위협이 된다고 생각.), 고객들이 '저속한' 인쇄물과 반대로 손으로 쓴 정보가 제공하는 상태를 원할 수 있기 때문이다.
1630년대 후반까지 원고 뉴스 시트는 배포가 제한되고 비용이 많이 들기 때문에 그 중요성이 줄어들었다. 학자들은 이탈리아에서 인쇄된 최초의 신문이 1636년에 아마도르 마시와 로렌초 단디에 의해 피렌체에서 편집했다고 추정하지만, 그 추측을 확인하는 발행물이 발견되지 않았으므로 1639년에 인쇄된제노바신문이 이탈리아에서 가장 오래된 인쇄된 신문으로 간주되고 있다. 17세기 중반까지 불규칙적으로 인쇄된 신문은 많은 이탈리아 도시에서 일상이 됐다. 현존하는 세계에서 가장 오래된 신문인 가제타 디 만토바는 1664년 6월에 창간됐다.
1668년에는 최초의 이탈리아 과학 저널인 조르날 데 레터티가 출판됐고, 데사반 저널과 스타일의 철학적 거래를 따랐다. 조르날레 데 레터티는  정치적인 의미가 거의 없었지만 이탈리아 외부에서 수행된 연구 및 문화 작업의 결과를 전파하고 유럽 전역에 이탈리아 문화에 대한 소식을 전파하는 데 중요한 역할을 했다.

## 프랑스

### 1632년 ~ 1815년
프랑스 최초의 신문인 가제트 드 프랑스는 1632년 루이 13세의 후원으로 왕의 주치의인 테오프라스 토스 레나우도트(1586–1653)가 루이 13세의 후원으로 창간했다. 모든 신문은 출판 전 검열을 받았으며 군주제를 위한 선전 도구 역할을 했다.

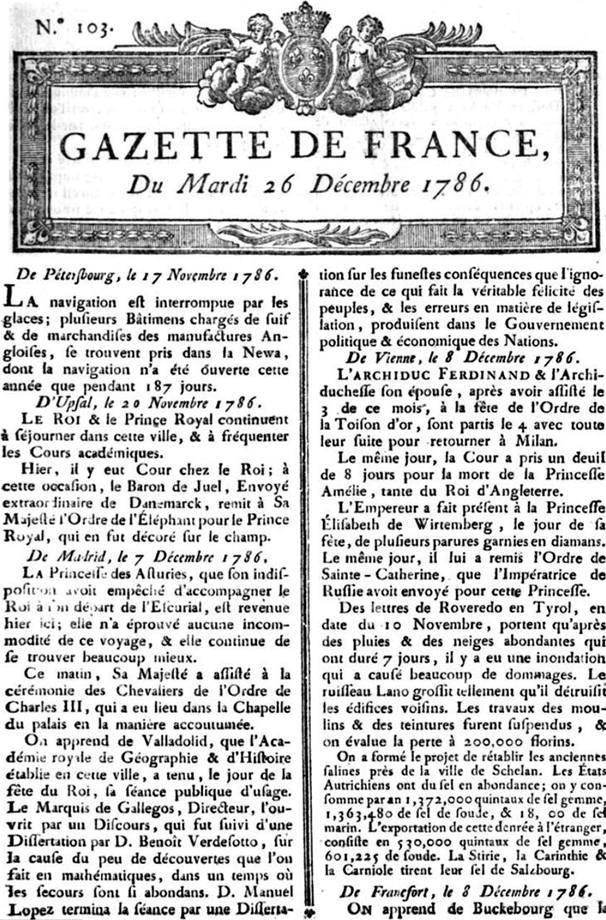
라 가제트, 1786년 12월 26일

고대 정권 하에서 가장 유명한 잡지는 메르쿠레 드 프랑스, 과학자들을 위해 설립된 저널 데사반, 그리고 1631년에 설립된 가제트 드 프랑스였다. 장 로레는 프랑스 최초의 언론인 중 한 명이었다. 그는 라 뮤즈 히스토리크(1650, 1660, 1665)의 세 권으로 구성된 가제트 벌레스크라고 부르는 운문 형식으로 1650년부터 1665년까지 음악, 춤, 파리 사회의 주간 뉴스를 유포했다. 프랑스 언론은 영국보다 한 세대 뒤졌다. 왜냐하면 그들은 귀족 계층의 요구에 부응한 반면, 새로운 영국 언론은 중산층과 노동계급을 지향했다.
정기 간행물은 파리의 중앙 정부에 의해 검열됐다. 그들은 정치적으로 완전히 침묵하지 않았다. 그들은 종종 교회의 남용과 관료주의적 무능을 비판했다. 그들은 군주제를 지지했고 혁명을 자극하는 데 기껏해야 작은 역할을 했다. 혁명 기간 동안 새로운 정기 간행물은 다양한 파벌의 선전 기관으로 중심적인 역할을 해냈다. 장폴 마라(1743–1793)는 가장 저명한 편집자였다. 그의 L' Ami du peuple은 마라가 증오하는 사람들의 적에 대항해 하층 계급의 권리를 강력하게 옹호했다. 그것은 그가 암살당했을 때 닫혔다. 1800년 이후 나폴레옹은 엄격한 검열을 재실시했다.

### 1815년 ~ 1914년
잡지는 1815년 나폴레옹이 떠난 후 번창했다. 대부분은 파리에 기반을 두었고 문학, 시, 이야기에  가장 중점을 두었다. 그들은 종교적, 문화적, 정치 적 공동체에 봉사했다. 정치적 위기 시기에 그들은 그들의 독자들의 관점을 표현하고 형성하는 데 도움을 주었고, 따라서 변화하는 정치 문화의 주요 요소였다. 예를 들어, 1830년 파리에는 8개의 가톨릭 정기 간행물이 있었다. 공식적으로 교회가 소유하거나 후원한 것은 없었으며, 부르봉 왕정을 전복시킨 1830년 7월 혁명과 같은 현재 문제에 대해 교육을 받은 가톨릭 신자들 사이에서 다양한 의견을 반영했다. 몇몇은 부르봉 왕가의 강력한 지지자였지만, 8명 모두 궁극적으로 시민 질서를 보존하는 측면에서 그들의 호소를 새 정부에 대한 지지로 촉구했다. 그들은 종종 교회와 국가의 관계에 대해 논의했다. 일반적으로 그들은 성직자들에게 영적인 일에 집중하고 정치에 관여하지 말 것을 언급했다. 역사가 M. Patricia Dougherty는 이 과정이 교회와 새 군주 사이에 거리를 만들어 냈고 천주교 신자들이 교회, 국가간 관계와 정치적 권위의 원천에 대한 새로운 이해를 발전시킬 수 있었다고 말다.

### 20 세기
전쟁 기간 동안 언론은 신문 용지 부족과 젊은 기자들, 그리고 나쁜 전쟁 뉴스를 최소화함으로써 국내 전선의 사기를 유지하기 위해 고안된 검열이 많았기 때문에 장애가 됐다. 파리의 신문은 전쟁 후 크게 침체됐다. 발행부수는 1910년 500만 부에서 하루에 600만 부로 늘어났다. 주요 전후 성공 사례는 파리 쇠르였는데 이는 정치적 의제가 부족했고 유통을 돕기 위한 선정적인 보도와 명성을 쌓기 위한 진지한 기사를 혼합하여 제공하는 데 전념했다. 1939년까지 발행 부수는 170만 부를 넘었고, 이는 타블로이드 신문인 르 쁘띠 파리지앵의 두 배였다. 일간지 외에도 파리 쇠르는 매우 성공적인 여성 잡지인 마리-클레어를 후원했다. 또 다른 잡지 매치는 미국 잡지 Life의 포토저널리즘을 모델로 했다.
1940년, 존 군터는 파리의 100개가 넘는 일간지 중 2개(로마니테와 악시옹 프랑세즈의 간행물)가 정직하다고 썼다. "대부분 다른 사람들은 위에서 아래로 판매용 뉴스 칼럼을 갖고 있다." 그는 베트 옹글스가 프랑스 정부, 독일 정부, 알렉상드르 스타비스키로부터 동시에 보조금을 받았고, 이탈리아가 1935년에 프랑스 신문사에 6,500만 프랑을 납부했다고 보도했다. 프랑스는 1930년대에 민주주의 사회였지만 사람들은 외교 정책의 주요 문제에 대해 잘 알지 못했다. 정부는 이탈리아, 특히 나치 독일의 침략에 대한 정부의 외교 정책을 지지하기 위해 모든 언론을 엄격히 통제했다. 253개의 일간지가 있었는데, 모두 별도로 소유되었다. 파리에 기반을 둔 5대 주요 전국지들은 모두 특별 이익, 특히 유화를 지지하는 우익 정치 및 기업 이익의 통제하에 있었다. 그들은 모두 악의적이었고, 다양한 특수 이익 단체의 정책을 홍보하기 위해 거액의 비밀 보조금을 받았다. 많은 주요 언론인들이 비밀리에 정부 급여를 받고 있었다. 지역 및 지역 신문은 정부 광고에 크게 의존했으며 파리에 맞게 뉴스와 사설을 게시했다. 대부분의 국제 뉴스는 주로 정부가 통제하는 하바스 에이전시를 통해 배포됐다.

## 영국

### 16 세기
16세기 말에 가제타라는 단어는 이탈리아에서 영국으로 퍼지기 시작했다. 598년 존 플로리오가 그의 이탈리아어 - 영어 사전 "A Worlde of Wordes'"에서 제시한 용어의 정의는 중요하다. 복수형 가제트에 대한 이탈리아어 항목 아래에는 정확한 정의가 있다:"이탈리아에서 작성된 일일 정보, 즉 로마와 베니스에서 작성된 뉴스를 연재하는 이야기". 플로리오는 또 다른 두 가지 관련 용어를 기록했다: 동사 가세타는 "일상적인 일들을 서로 쓰거나 보고하는 것, 날아다니는 이야기를 하는 것"을 의미하고 "일상적인 일이 있는 정보 제공자"로 정의되는 가제티에의 직업을 의미한다. 16세기 말에 이르러 이탈리아 용어 가제타가 대중화되었다. 프랜시스 베이컨은 자신의 서신에서 일치하는 영어 용어나 영어화된 단어 "가제트" 대신 이탈리아어 용어인 "가제타"를 사용한다. 같은 시기에 동일한 의미로 베니스에서 널리 사용되는 "reporto"라는 용어는 영국에 '"report"라는 단어로 전해졌다. 결과적으로 레포트리스타(리포터)는 뉴스레터 또는 가제트의 편집자와 동의어가 되었다.

### 17 세기

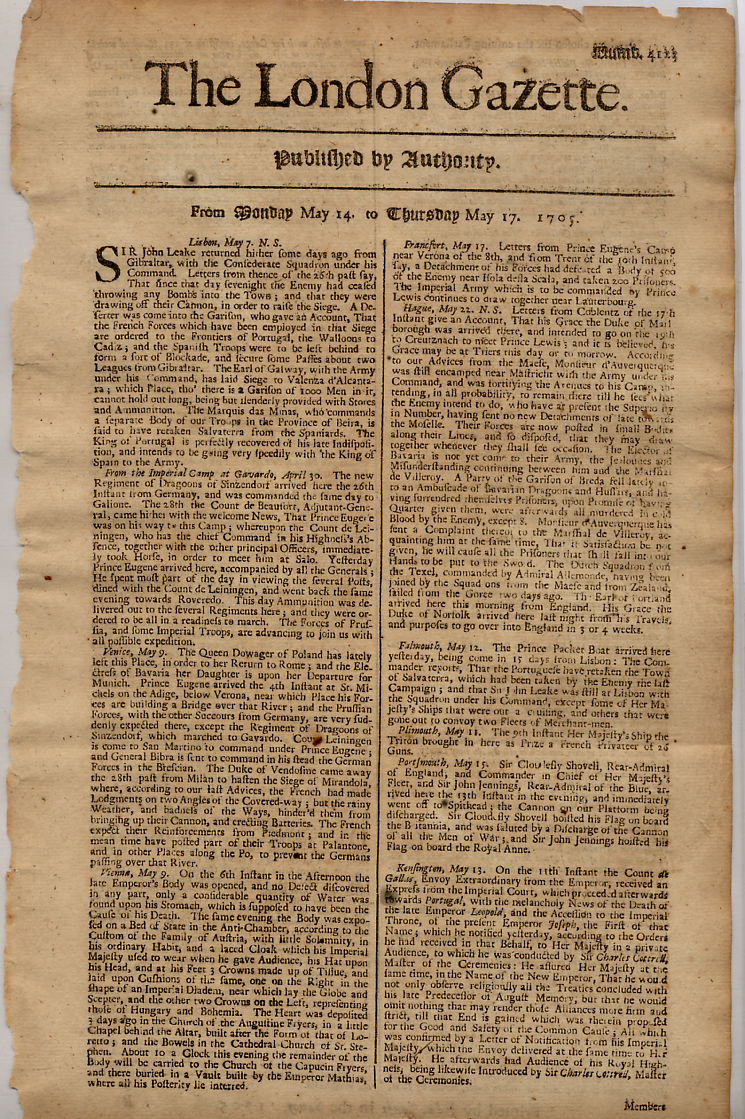
London Gazette, 1705년 5월 14-17일자, Cabrita Point 전투 후 Gibraltar 에서 John Leake 의 귀환을 자세히 설명한다.

1665년 11월 7일런던 가세트(처음에는 옥스퍼드 가제트로 불림)가 발행되기 시작했다. 일주일에 두 번 발행되었다. 다른 영어 신문은 일주일에 세 번 발행하기 시작했고 나중에 첫 번째 일간지가 등장했다. 발행은 1662년 라이센스법에 따라 통제되었지만 이 법의 폐지는 1679년부터 1685년까지 그리고 1695년 이후로 많은 새로운 타이틀이 탄생했다.
1660년 에든버러에서 창간된 머큐리우스 칼레도니우스는 스코틀랜드 최초의 신문사였지만 수명이 짧았다. 1660년과 1661년 동안 단 12판만 출판되었다.
초기 영국 신문에는 일반적으로 짧은 기사, 일시적인 주제, 일부 삽화 및 서비스 기사(기밀)가 포함됐다. 그들은 때때로 여러 명의 저자들에 의해 쓰였지만 저자들의 정체성은 대부분 가려졌다. 그들은 일부 광고를 포함하기 시작했지만 아직 섹션을 포함하지 않았다.

### 20 세기
1900년까지 노동 계급을 포함하여 최대한 많은 청중을 목표로 한 영국의 대중 저널리즘은 성공을 입증했고 광고를 통해 수익을 올렸다. 제1대 노스클리프 자작 앨프레드 함스워스 (1865–1922), "누구보다도... 현대 언론을 형성했다." 그가 도입하거나 활용한 개발은 여전히 중심적으로 남아 있다. 광범위한 콘텐츠, 가격 보조를 위한 광고 수익 활용, 공격적인 마케팅, 하위 지역 시장, 정당 통제로부터의 독립성. 그의 데일리 메일은 그가 죽을 때까지 매일 발행되는 세계 기록을 보유했다. 솔즈베리 총리는 "오피스 보이가 오피스 보이들을 위해 쓴 것"이라고 말했다.
사회주의와 노동신문 역시 확산됐고, 1912년 노동조합과 노동운동의 첫 일간지로 데일리 헤럴드가 설립됐다.
신문은 제1차 세계 대전 동안 그 중요성이 정점에 도달했는데, 부분적으로는 전시 문제가 매우 긴급하고 뉴스 가치가 있었기 때문인 반면, 의회 구성원들은 전 정당 연합 정부에 의해 정부를 공격하는 것으로부터 제약을 받았다. 1914년까지 Northcliffe는 영국의 조간 신문 발행부수의 40%, 저녁 45%, 일요일 발행부수의 15%를 장악했다. 그는 특히 1915년의 포탄 위기 에서 정부를 공격할 때, 그것을 정치적인 힘으로 바꾸려고 열심히 노력했다. 비버브룩 경은 자신이 "플리트 거리를 활보한 가장 위대한 인물"이라고 말했다. 그러나 테일러는 "Northcliffe는 뉴스를 적절하게 사용하면 파괴할 수 있다. 그는 빈 자리에 발을 들여놓을 수 없었다. 그는 영향력 대신 권력을 갈망했고, 결과적으로 두 가지를 모두 상실했다."라고 말했다.
다른 강력한 편집자로는 맨체스터 가디언의 CP 스콧, 옵저버의 제임스 루이스 가빈, 매우 영향력 있는 주간지인 네이션의 헨리 윌리엄 매싱엄이 포함했다.

## 덴마크
덴마크 뉴스 미디어는 1540년대에 손으로 쓴 플라이 시트가 뉴스에 보도됐을 때 등장했다. 1666년, 덴마크 저널리즘의 아버지인 안데르스 보딩은 국가 신문을 시작했다. 신문을 발행할 수 있는 왕실의 특권은 1720년에 요아힘 빌란트에게 주어졌다. 대학 관계자들이 검열을 다루었지만, 1770년에 덴마크는 언론의 자유를 제공한 세계 최초 국가들 중 하나가 되었다; 그것은 1799년에 끝났다. 1795~1814년 지식인과 공무원이 이끄는 언론은 보다 정의롭고 현대적인 사회를 요구했고, 구 귀족의 권력에 맞서 억압받는 소작농을 대변했다.
1834년, 의견보다는 실제 뉴스 내용에 훨씬 더 중점을 둔 최초의 진보적인 신문이 등장했다. 신문은들은 1848년 덴마크 혁명을 옹호했다. 1849년의 새로운 헌법은 덴마크 언론을 해방시켰다. 신문은 19세기 후반에 번성했고, 보통 특정 정당이나 노동 조합과 묶여 있었다. 1900년 이후에는 새로운 기능과 기계 기술을 도입한 근대화가 일어났다. 총 발행부수는 1901년에 매일 50만부였는데, 1925년에는 120만부로 두 배 이상 증가했다. 독일의 점령은 비공식적인 검열을 가져왔다. 몇몇 불쾌한 신문 건물들은 쉽게 나치에 의해 폭파됐다. 전쟁 기간 동안 지하 조직은 사보타주와 저항을 장려하는 작은 비밀 인쇄 용지인 550개의 신문을 발행했다.
모하메드를 조롱하는 12개의 사설 만화의 등장은 전 세계적으로 이슬람교도들의 분노와 폭력적인 위협을 불러일으켰다. (참조: 윌란스 포스텐 무함마드 만평 논란) 무슬림 공동체는 2005년 9월 코펜하겐 신문 윌란스 포스텐에 실린 캐리커처가 이슬람에 대한 서구의 적대감을 나타내는 또 다른 사례이며 너무 신성모독적이어서 가해자가 가혹한 처벌을 받을 만하다고 결정했다.
덴마크 언론의 역사학은 학술적 연구가 풍부하다. 역사학자들은 그들의 정치, 사회, 문화 역사에 대한 통찰력으로 개별 신문이 출처, 내용, 청중, 미디어와 효과적인 부분에서 조사될 수 있는 유효한 분석 주제임을 알게 됐다.

## 아시아

### 중국
1910년 이전, 중국의 저널리즘은 주로 국제 사회에 봉사했다. 중국어로 된 주요 전국 신문들은 개신교 선교인들에 의해 문학에 도달하기 위해 발행됐다. 하드 뉴스는 그들의 전문 분야가 아니었지만 그들은 1세대 중국 언론인들을 뉴스 수집, 사설 및 광고의 서구 기준으로 훈련시켰다. 개혁과 혁명에 대한 요구는 중국 내부에 기반을 둔 신문들에게는 불가능했다. 대신 그러한 요구는 예를 들어 량치차오(1873-1929)에 의해 편집된 일본에 기반을 둔 논쟁적인 신문에 나타났다.
1911년 구 제국 정권의 전복은 중국 민족주의의 급증, 검열의 종식, 그리고 전문적이고 전국적인 저널리즘에 대한 요구를 낳았다. 모든 주요 도시들이 노력을 시작했다. 1차 세계대전에서 중국의 역할에 특별한 관심이 쏠린 것은 1919년 실망스러운 파리강화회의와 중국의 이익에 대한 일본의 공격적인 요구와 행동이었다. 언론인들은 전문적인 조직을 만들었고 뉴스와 논평을 분리하기를 열망했다. 1921년 호놀룰루에서 열린 세계 언론 회의에서 중국 대표단은 개발도상국에서 온 가장 서구화되고 자의식적으로 전문적인 언론인들 중 하나였다. 그러나 1920년대 후반까지, 광고와 발행부수 확대에 훨씬 더 중점을 두었다. 혁명가들에게 영감을 준 옹호 저널리즘에 대한 관심은 훨씬 적었다.

### 인도
인도의 첫 번째 신문은 1780년, 뱅골 가제트라는 이름으로 제임스 아우구스투스 히키의 편집으로 발행됐다. 1826년 5월 30일 인도에서 발행된 최초의 힌디어 신문은 Udant Martand로 매주 화요일 PT.쥬갈 키쇼어 슈클라에 의해 캘커타(현재의 콜카타)에서 시작됐다. 1836년 말라위 무함마드 바키리는 최초로 우르두어 신문인 '델리 우르두 아크바르'를 창간했다. 1840년대의 인도 신문은 불안정한 인쇄기에 인쇄된 작은 발행부수의 일간지 혹은 주간지의 잡다한 모음집이었다. 그들의 작은 공동체를 넘어서려는 사람은 거의 없었으며, 인도의 많은 카스트, 부족 및 지역 하위 문화를 통합하려는 노력도 보이지 않았다. 영국-인도 신문은 순수하게 영국의 이익만을 향상시켰다. 로버트 나이트(1825–1890)는 많은 인도 독자들에게 두 개의 영자 신문인 타임스 오브 인디아와 스테이츠맨을 창간했다. 나이트는 사람들에게 언론의 힘을 알리고 정치적인 이슈와 그 과정에 친숙해질 수 있도록 하면서 인도의 민족주의를 촉진했다.

## 라틴 아메리카 및 카리브해
영국의 영향력은 식민지와 주요 도시의 상인들과의 비공식적인 사업 관계를 통해 전 세계적으로 확장되었다. 그들은 최신 시장과 정치적인 정보가 필요했다. 디아리오 데 페르남 부코는 1825년 브라질 헤시피에서 설립되었다. 엘 메르쿠리오는 1827년 칠레 발파라이소에서 설립되었다. 페루에서 가장 영향력 있는 신문인 엘 메르쿠리오는 1839년에 처음 등장했다. 조르날도 코메르치오는 1827년 브라질 리우데자네이루에서 설립되었다. 훨씬 후에 아르헨티나는 1869년에 라 프렌사와 1870년에 라 나시온이라는 신문을 부에노스아이레스에 창간했다.
자메이카엔 노예를 소유한 백인 농장주들의 입장을 대변하는 많은 신문들이 있었다. 이 신문들은 로얄 가제트, 일기와 킹스턴 데일리 광고주, 콘월 크로니클, 콘월 가제트, 자메이카 쿠란트와 같은 제목들을 포함했다. 1826년, 두 명의 자유 유색 인종인 에드워드 조던과 로버트 오스본이 자유 유색인의 권리를 위해 공개적으로 캠페인을 벌였던 '워치맨'을 설립했고 자메이카 최초의 노예제 반대 신문이 되었다. 1830년, 노예 소유 계급에 대한 비판은 너무 심했고 자메이카 식민지 당국은 편집자인 조던을 체포하고 그를 반역죄로 기소했다. 그러나 조던은 결국 무죄 판결을 받았고 결국 자메이카 해방 이후 킹스턴시장이 되었다.
1830년대, 노예 제도 폐지와 관련해 두 명의 자메이카 유대인 형제인 조슈아와 제이콥 데 코르도바에 의해 글리너 회사가 설립됐다. 이들은 해방 이후 자메이카를 차지한 밝은 피부의 자메이카인들의 새로운 계층을 대표하는 사업가들이다. 글리너가 다음 세기를 위한 새로운 기득권을 대표하는 동안, 20세기 초에 정치적 대표성과 권리를 위한 흑인 민족주의 운동이 증가했다. 이를 위해 O.T. Fairclough는 1937년에 퍼블릭 오피니언을 설립했다. 이는 급진적인 언론인인 프랭크 힐과 HP Jacobs의 지지를 받았고, 신문의 초판은 새로운 민족주의를 중심으로 여론 자극을 위해 노력했다. 국민당(PNP)과 강력한 제휴를 맺은 퍼블릭 오피니언은 로저 메이스, 유나 마슨, 에이미 베일리, 루이스 메리어트, 피터 에이브러햄스, 미래의 총리인 마이클 맨리등과 같은 언론인들 사이에서 중요한 역할을 했다.
퍼블릭 오피니언이 정부와 관련된 운동을 일으키는 동안, 영국의 총리인 윈스턴 처칠은 "영국 제국의 해체"를 주장할 의도가 없다고 명확히 말했다. 이에 따라 국민당의 자메이카 사람들은 1944년, 그들에게 전해진 약화된 헌법에 실망했다. 마이스는 처칠의 부하들이 "총리의 성명에 내포된 진정한 제국주의 정책을 영국 제국 전역에서 시행"하기 때문에 "새 헌법의 초안이 왜 그 전에 발표되지 않았는지에 알게 되었다."라는 기사를 작성했다. 이에 영국 식민 경찰은 퍼블릭 오피니언을 기습하여 문서를 압수하고 그를 체포했다. 그리고 선동적인 문서 비방(명예 훼손)이라며, 6개월의 유죄 판결을 내렸다.

## 라디오와 텔레비전
1920년대에는 라디오 방송의 역사가 시작되었고, 정점에 도달한 시기는 1930년대에서 1940년대다. 제2차 세계 대전 이전부터 실험용 텔레비전의 연구는 진행되었고, 1940년대 후반에 본격적으로 작동하기 시작했다. 그리고 1950~1960년대에 널리 퍼져 보급되었다. 대부분이긴 하지만 TV는 완전히 라디오를 대체하지는 않았다.

## 인터넷 언론
특히 2000년 이후 급진적으로 증가하는 인터넷의 영향력은 더 이상 유료 구독을 신경 쓰지 않는 관심이 없는 청중들에게 "무료"뉴스와 분류된 광고를 가져다 주었다. 인터넷이 많은 일간지들의 사업 모델을 약화시킨 것이다. 미국 전역에서 파산이 임박하기 시작하고 로키 마운틴 뉴스(덴버), 시카고 트리뷴 및 로스 엔젤레스 타임즈 등과 같은 주요 신문들을 강타했다. Chapman과 Nuttall은 제안된 솔루션(예:멀티플랫폼, 유료화, PR 중심의 뉴스 수집, 직원 축소)이 문제를 명확히 해결하지 못하고 있음을 알게 되었다. 그 결과로 오늘날의 저널리즘은 개인화, 세계화, 지역화, 빈민화라는 네 가지 주제로 특징지어진다.

## 역사 편찬
저널리즘 역사가인 David Nord는 1960년대와 1970년대에 다음과 같이 주장했다.
"저널리즘 역사와 미디어 역사에서 새로운 세대의 학자들은... 미디어의 전통적인 역사가 너무 배타적이고, 문맥이 왜곡되어 있고, 너무 무비판적이며, 전문 교육의 필요성에 너무 사로잡혀 있고, 사람들과 미디어 조직의 전기에 너무 매혹되어 있다고 비판했다.
1974년, 제임스W.캐리는 '저널리즘 역사의 문제'에 대해 증명하였다. 해당 분야는 저널리즘 역사에 대해서 휘그의 해석으로 인해 지배되었다고 한다.
"이것은 저널리즘의 역사를 정치 언론에서 상업 언론으로 자유와 지식의 느리고 꾸준한 확장, 선정주의와 황색 저널리즘으로의 후퇴, 사기극으로의 전진과 사회적 책임으로 본다....전체 이야기는 산업화, 도시화, 대중 민주주의와 같이 언론을 뒤흔드는 거대한 비인간적인 힘에 의해 구성되어 있다.
오말리는 그 깊은 학문이 초기에 많은 가치가 있었기 때문에 비판이 너무 지나쳤다고 말한다.

## 같이 보기
- 방송의 역사
- 신문 출판의 역사
- 텔레비전의 역사
- 뉴스 방송
- 신문
- 온라인 잡지
- 온라인 신문
- 미국 명예훼손법

## 참조

### 인용
1. ↑  Shannon E. Martin and David A. Copeland, eds. The Function of Newspapers in Society: A Global Perspective (Praeger, 2003) p. 2
2. ↑  Infelise, Mario. "Roman Avvisi: Information and Politics in the Seventeenth Century." Court and Politics in Papal Rome, 1492–1700. Cambridge: Cambridge University Press, 2002. pp. 212, 214, 216–217.
3. ↑  Carmen Espejo, "European communication networks in the early modern age: A new framework of interpretation for the birth of journalism." Media history 17.2 (2011): 189–202.
4. ↑  Thomas Schroeder, "The Origins of the German Press," in The Politics of Information in Early Modern Europe edited by Brendan Dooley and Sabrina Baron. (2001) pp. 123–50, especially p. 123.
5. ↑  Paul Arblaster, Posts, Newsletters, Newspapers: England in a European system of communications, Media History (2005) 11#1–2, pp. 21–36.
6. ↑  Carmen Espejo, "European Communication Networks in the Early Modern Age: A new framework of interpretation for the birth of journalism," Media History (2011) 17#2, pp. 189–202.
7. ↑  “The Age of Journalism”. 2017년 4월 10일에 원본 문서에서 보존된 문서. 2013년 2월 1일에 확인함.
8. ↑  Carlton J. H. Hayes, A Generation of Materialism, 1871–1900 (1941) pp 176–80.
9. ↑  Rose F. Collins, and E. M. Palmegiano, eds. The Rise of Western Journalism 1815–1914: Essays on the Press in Australia, Canada, France, Germany, Great Britain and the United States (2007)
10. 1 2 3  McIntyre, Jerilyn (1987년 7월 1일). “The Avvisi of Venice: Toward an Archaeology of Media Forms”. 《Journalism History》 14 (2–3): 68–77. doi:10.1080/00947679.1987.12066646. ISSN 0094-7679.
11. 1 2  Infelise, Mario. "Roman Avvisi: Information and Politics in the Seventeenth Century." Court and Politics in Papal Rome, 1492–1700. Cambridge: Cambridge University Press, 2002. pp. 212–213.
12. ↑  Dooley, Brendan, De bonne main: les pourvoyeurs de nouvelles à Rome au xviie siècle, dans Annales HSS, 54, 1999, p. 1326.
13. ↑  Castronovo, Valeri; Tranfaglia, Nicola (1976). 《Storia della stampa italiana》 (이탈리아어). Laterza. 20쪽. ISBN 88-420-0963-6. OCLC 3215894.
14. ↑  Farinelli, Giuseppe (2004). 《Storia del giornalismo italiano: dalle origini a oggi》 (이탈리아어). Turin: UTET libreria. 15쪽. ISBN 88-7750-891-4. OCLC 58604958.
15. ↑  “Oldest newspapers still in circulation”. 《World Association of Newspapers and News Publishers》. 2004년 1월 7일에 원본 문서에서 보존된 문서. 2012년 8월 28일에 확인함.
16. ↑  “From Valuable Brands and Games Directors Play to Bail-Outs and Bad Boys”. 《The Economist》. 2010년 7월 23일. 7면. ISBN 9781847652683.
17. ↑  Gérard Jubert, Père des Journalistes et Médecin des Pauvres (2008)
18. ↑  Stephen Botein, Jack R. Censer, and Harriet Ritvo, "The periodical press in eighteenth-century English and French society: a cross-cultural approach." Comparative Studies in Society and History 23#3 (1981): 464–490.
19. ↑  Jack Censer, The French press in the age of Enlightenment (2002).
20. ↑  Robert Darnton and Daniel Roche, eds., Revolution in Print: The Press in France, 1775–1800 (1989).
21. ↑  Keith Michael Baker, et al., The French Revolution and the Creation of Modern Political Culture: The transformation of the political culture, 1789–1848 (1989).
22. ↑  M. Patricia Dougherty, "The French Catholic press and the July Revolution." French History 12#4 (1998): 403–428.
23. ↑  Hutton 2:692-94
24. ↑  Gunther, John (1940). 《Inside Europe》. New York: Harper & Brothers. 179–180쪽.
25. ↑  Anthony Adamthwaite, Grandeur and Misery: France’s Bid for Power in Europe 1914–1940 (1995) pp. 175–92.
26. ↑  John Florio, A Worlde of Wordes (London: Blount, 1598), p. 145.
27. ↑  Francis Bacon, The Letters and the Life (London: Longman, Green, Longman and Robert, 1862) vol. II, p. 32, letters to Antony Bacon 15 and 20 May 1596.
28. ↑  “Search Results”. 2012년 11월 8일에 원본 문서에서 보존된 문서. 2010년 7월 30일에 확인함.
29. ↑  Matthias A. Shaaber, "The History of the First English Newspaper." Studies in Philology 29.4 (1932): 551–587.
30. ↑  “The previous incarnations of the Caledonian Mercury”. 2014년 2월 27일에 원본 문서에서 보존된 문서. 2013년 4월 15일에 확인함.
31. ↑  “Rare Books Collections – Newspapers”. National Library of Scotland. 2010년 8월 20일에 원본 문서에서 보존된 문서. 2010년 1월 25일에 확인함.
32. ↑  P. P. Catterall and Colin Seymour-Ure, "Northcliffe, Viscount." in John Ramsden, ed. The Oxford Companion to Twentieth-Century British Politics (2002), p. 475.
33. ↑  Oxford Dictionary of Quotations (1975).
34. ↑  A.J.P. Taylor, English History 1914–1945 (1965), pp. 26–27.
35. ↑  Thorkild Kjærgaard, "The rise of press and public opinion in eighteenth‐century Denmark—Norway." Scandinavian journal of History 14.4 (1989): 215–230.
36. ↑  Kenneth E. Olson, The history makers: The press of Europe from its beginnings through 1965 (LSU Press, 1966) pp 50 – 64, 433
37. ↑  Jytte Klausen, The Cartoons That Shook the World (Yale UP, 2009).
38. ↑  Ana Belen Stage, "The Danish caricatures seen from the Arab world." Totalitarian Movements and Political Religions 7.3 (2006): 363–369. online
39. ↑  Niels Thomsen, "Why Study Press History? A reexamination of its purpose and of Danish contributions." Scandinavian Journal of History 7.1–4 (1982): 1–13.
40. ↑  Zhang Tao, "Protestant missionary publishing and the birth of Chinese elite journalism." Journalism Studies 8.6 (2007): 879–897.
41. ↑  Natascha Vittinghoff, "Unity vs. uniformity: Liang Qichao and the invention of a" new journalism" for China." Late Imperial China 23.1 (2002): 91–143.
42. ↑  Stephen MacKinnon, “Toward a History of the Chinese Press in the Republican Period,” Modern China 23#1 (1997) pp. 3–32
43. ↑  Timothy B. Weston, "China, professional journalism, and liberal internationalism in the era of the First World War." Pacific Affairs 83.2 (2010): 327–347.
44. ↑  Parthasarathy, Rangaswami (2011). 《Journalism in India》. Sterling Publishers Pvt Ltd. 19쪽. ISBN 9788120719934.
45. ↑  Hena Naqvi (2007). 《Journalism And Mass Communication》. Upkar Prakashan. 42–쪽. ISBN 978-81-7482-108-9.
46. ↑  S. B. Bhattacherjee (2009). 《Encyclopaedia of Indian Events & Dates》. Sterling Publishers Pvt. Ltd. A119쪽. ISBN 978-81-207-4074-7.
47. ↑  Edwin Hirschmann, "An Editor Speaks for the Natives: Robert Knight in 19th Century India,"  Journalism Quarterly (1986) 63#2 pp. 260–267.
48. ↑  Pernambuco.com, O INÍCIO DA HISTÓRIA
49. ↑  E. Bradford Burns; Julie A. Charlip (2002). 《Latin America: A Concise Interpretive History》. Prentice Hall. 151쪽. ISBN 9780130195760.
50. ↑  Michael Siva, After the Treaties: A Social, Economic and Demographic History of Maroon Society in Jamaica, 1739–1842, Ph.D. Dissertation (Southampton: Southampton University, 2018), p. 279.
51. ↑  “Edward Jordon”.
52. ↑  “DiGJamaica :: The Story of the Gleaner Company”. 2018년 6월 12일. 2019년 3월 2일에 원본 문서에서 보존된 문서. 2023년 4월 30일에 확인함.
53. ↑  Ewart Walters, We Come From Jamaica: The National Movement, 1937–1962 (Ottawa: Boyd McRubie, 2014), pp. 65–69.
54. ↑  Walters, We Come From Jamaica, pp. 69–70.
55. ↑  Jane L. Chapman and Nick Nuttall, Journalism Today: A Themed History (Wiley-Blackwell, 2011), pp. 299, 313–314.
56. ↑  David Paul Nord, "The History of Journalism and the History of the Book," in Explorations in Communications and History, edited by Barbie Zelizer. (London: Routledge, 2008) p 164
57. ↑  James Carey, "The Problem of Journalism History," Journalism History (1974) 1#1, pp. 3, 4.
58. ↑  Tom O'Malley, "History, Historians and the Writing Newspaper History in the UK c.1945–1962," Media History, (2012) 18#3, pp. 289–310.

## 추가 자료
- 뵈쉬, 프랭크. 매스 미디어와 역사적 변화: 국제적 관점에서 본 독일, 1400년부터 현재까지 (Berghahn, 2015). 212쪽 온라인 리뷰
- 버로우즈, 칼 패트릭. "Property, Power and Press Freedom: Emergence of the Fourth Estate, 1640–1789," Journalism & Communication Monographs (2011) 13#1 pp2–66, 영국, 프랑스, 미국 비교
- Collins, Ross F. 및 EM Palmegiano, eds. 서양 저널리즘의 부상 1815–1914: 호주, 캐나다, 프랑스, 독일, 영국 및 미국의 언론 에세이 (2007)
- 콘보이, 마틴. 저널리즘: 중요한 역사 (2004)
- 구부러진 갈고리; 팀. 국제 라디오 저널리즘: 역사, 이론 및 실제 (Routledge, 1998) 온라인 보관됨 2017-08-29 - 웨이백 머신
- 페티그리, 앤드류. 뉴스의 발명: 세상이 자신에 대해 알게 된 방법 (Yale UP, 2014).
- 울프, 마이클. 뉴스를 소유한 사나이: 루퍼트 머독의 비밀스러운 세계 속으로 (2008) 446페이지 및 텍스트 검색, 호주, 영국, 미국의 미디어 재벌

### 아시아
- Desai, Mira K. "인도의 저널리즘 교육: 미로 또는 모자이크." 21세기 글로벌 저널리즘 교육: 도전과 혁신 (2017): 113–136. 온라인[깨진 링크]
- Hassan, MS 인도 언론의 200년: 편향된 성장 사례, Media Asia (1980), 218–228.
- Huang, C. "브로드로이드 언론 접근을 향하여: 2000년대 이후 중국 신문 산업의 변화." 저널리즘 19(2015): 1–16. 온라인 보관됨 2020-06-09 - 웨이백 머신, 참고문헌 페이지 27-33.
- 라거크비스트, 요한. 인터넷 이후, 민주주의 이전 (2010), 중국의 미디어
- 린치, 마크. 새로운 아랍 대중의 목소리: 이라크, 알자지라, 중동 정치의 오늘 (Columbia University Press 2006) 온라인 보관됨 2013-02-16 - archive.today
- Rugh, William A. 아랍 매스 미디어: 아랍 정치의 신문, 라디오 및 텔레비전 (Praeger, 2004) 온라인 보관됨 2019-12-27 - 웨이백 머신

### 영국
- 앤드류스, 알렉산더. 영국 저널리즘의 역사: 영국 신문사 설립부터 1855년 인지세 폐지(1859)까지 . 온라인 올드 클래식
- 브릭스 아사. BBC - 첫 50년 (Oxford University Press, 1984).
- 브릭스 아사. 영국 방송의 역사 (Oxford University Press, 1961).
- 클라크, 밥. Grub Street에서 Fleet Street까지: 1899년까지의 영자 신문의 역사 설명 (Ashgate, 2004)
- Crisell, Andrew 영국 방송의 입문 역사 . (2판. 2002).
- 헤일, 오론 제임스. 홍보 및 외교: 영국과 독일에 대한 특별 참조, 1890–1914 (1940) 온라인 보관됨 2020-12-04 - 웨이백 머신 pp 13–41.
- 무리, 해롤드. 저널리즘의 행진: 1622년부터 현재까지의 영국 언론 이야기 (1952).
- Jones, A. 언론의 힘: 19세기 영국의 신문, 권력 및 대중 (1996).
- Lee, AJ The Origins of the Popular Press in England, 1855-1914 (1976).
- 마르, 앤드류. 내 직업: 영국 저널리즘의 짧은 역사 (2004)
- Scannell, Paddy 및 Cardiff, David. A Social History of British Broadcasting, Volume One, 1922–1939 (Basil Blackwell, 1991).
- Silberstein-Loeb, 조나단. 뉴스의 국제 배포: AP, 언론 협회, 로이터, 1848–1947 (2014).
- Wiener, Joel H. "영국 언론의 미국화, 1830-1914." 미디어 역사 2#1–2 (1994): 61–74.

### 대영 제국
- 크라일, 데니스. 평판이 좋지 않은 직업: 식민지 호주의 저널리스트와 저널리즘 (Central Queensland University Press, 1997).
- 하비, 로스. "뉴스를 뉴질랜드로 가져오다: 19세기 해외 뉴스의 공급과 통제." 미디어 히스토리 8#1(2002): 21–34.
- Kesterton, Wilfred H. 캐나다 저널리즘의 역사 (1967).
- 오브라이언, 마크. 제4신분: 20세기 아일랜드 저널리즘 (Manchester University Press 2017).
- Peers Frank W. The Politics of Canadian Broadcasting, 1920–1951 (University of Toronto Press, 1969).
- Pearce, S. Shameless Scribblers: 호주 여성 저널리즘 1880-1995 (중앙 퀸즐랜드 대학 출판부, 1998).
- 서덜랜드, 프레이저. 월간 서사시: 캐나다 잡지의 역사, 1789–1989 (1989).
- 바인, 조시. "If I Must Die, Let Me Die Drinking at an Inn': The Tradition of Alcohol Consumption in Australian Journalism" Australian Journalism Monographs (Griffith Center for Cultural Research, Griffith University, vol 10, 2010) 온라인 ; 저널리스트에 대한 참고 문헌, pp 34–39
- Walker, RB 뉴 사우스 웨일즈의 신문사: 1803–1920 (1976).
- Walker, RB 어제의 뉴스: 1920년부터 1945년까지 뉴사우스웨일즈 신문사의 역사 (1980).
- 월터스, 이워트. We Come From Jamaica: The National Movement, 1937–1962 (Ottawa: Boyd McRubie, 2014).

### 유럽
- Baron, Sabrina Alcorn 및 Brendan Dooley, eds. 초기 근대 유럽의 정보 정치 (Routledge, 2005).
- 뵈쉬, 프랭크. 매스 미디어와 역사적 변화: 국제적 관점의 독일, 1400년부터 현재까지 (Berghahn Books, 2015).
- 향로, 잭. 계몽주의 시대의 프랑스 언론 (2002).
- Collins, Ross F. 및 EM Palmegiano, eds. The Rise of Western Journalism 1815–1914: 호주, 캐나다, 프랑스, 독일, 영국, 미국의 언론 에세이 (2007).
- Darnton, Robert 및 Daniel Roche, eds. 인쇄 혁명: 프랑스 언론, 1775–1800 (1989)
- Dooley, Brendan 및 Sabrina Baron, eds. 초기 근대 유럽의 정보 정치 (Routledge, 2001)
- Espejo, 카르멘. "현대 초기의 유럽 커뮤니케이션 네트워크: 저널리즘의 탄생을 위한 새로운 해석의 틀." 미디어 역사 17.2 (2011): 189–202. 온라인
- 주빈, 조지. “프랑스, 1933년의 저널리즘.” Journalism and Mass Communication Quarterly 10(1933): 273–82. 온라인
- 레만, 울리히. "Le mot dans la mode: 19세기 프랑스의 패션과 문학 저널리즘." (2009): 296–313.   온라인으로 보관됨 2016-10-21 - 웨이백 머신
- Meserve, 마가렛. "네그로폰테로부터의 뉴스: 이탈리아 언론의 첫 10년 동안의 정치, 대중적 의견 및 정보 교환? ." 르네상스 분기별 59.2(2006): 440–480. 1470년대에
- Verboord, Marc 및 Susanne Janssen. "프랑스, 독일, 네덜란드 및 미국의 예술 저널리즘 및 포장, 1955-2005." 저널리즘 실습 9#6(2015): 829–852.

### 미국
- 바르노우 에릭. 골든 웹 (Oxford University Press, 1968); The Image Empire: A History of Broadcasting in the United States, Vol. 3: 1953년 (1970년) 발췌 및 텍스트 검색 ; 스폰서 (1978); A Tower in Babel (1966), ~ 1933, 발췌 및 텍스트 검색 ; 미국 방송의 역사
- 블랜차드, 마가렛 A., 에디션. 미국 매스미디어의 역사, 백과사전 . (1998)
- Craig, Douglas B. Fireside Politics: 미국의 라디오 및 정치 문화, 1920–1940 (2005)
- DiGirolamo, Vincent, Crying the News: A History of America's Newsboys (2019)
- 에머리, 마이클, 에드윈 에머리, 낸시 L. 로버츠. 언론과 미국: 매스 미디어의 해석적 역사 9판. (1999.), 표준 교과서; 시작하기 가장 좋은 곳.
- 햄튼, 마크, 마틴 콘보이. "저널리즘 역사 - 논쟁" 저널리즘 연구 (2014) 15#2 pp 154–171. Hampton은 저널리즘 역사가 문화적, 정치적, 경제적 변화와 통합되어야 한다고 주장한다. Conboy는 미디어 역사에서 저널리즘 역사를 보다 신중하게 분리해야 할 필요성을 재확인한다.
- 맥코트; 톰. 미국의 커뮤니케이션 이해관계 상충: National Public Radio 사례 (Praeger Publishers, 1999) 온라인 보관됨 2019-12-03 - 웨이백 머신
- McKerns, Joseph P., 에디션. 미국 저널리즘의 전기 사전 . (1989)
- 마졸프, 마리온. 각주에서 위로: 여성 저널리스트의 역사 . (1977)
- 모트, 프랭크 루터. 미국 저널리즘: 250년, 1690-1940년(1941)에 걸친 미국 신문의 역사 . 주요 참조 소스 및 해석 기록. 온라인 판
- 노드, 데이비드 폴. 저널리즘 커뮤니티: 미국 신문과 독자의 역사 . (2001) 발췌 및 텍스트 검색
- 슈드슨, 마이클. 뉴스 발견: 미국 신문의 사회사 . (1978). 발췌 및 텍스트 검색
- Sloan, W. David, James G. Stovall 및 James D. Startt. 미국의 미디어: 역사, 4판. (1999)
- 스타, 폴. The Creation of the Media: Political Origins of Modern Communications (2004), 19세기와 20세기 미국과 유럽의 모든 형태의 미디어 역사; 퓰리처상 발췌 및 텍스트 검색
- 스트리트매터, 로저. 검보다 강하다: 뉴스 매체가 미국 역사를 형성한 방법 (1997) 온라인판 보관됨 2009-02-20 - 웨이백 머신
- Vaughn, Stephen L., 편집. 미국 저널리즘 백과사전 (2007) 636페이지 발췌 및 텍스트 검색

### 잡지
- 안젤레티, 노베르토, 알베르토 올리바. 역사를 만드는 잡지: 그들의 기원, 개발 및 영향 (2004), Time, Der Spiegel, Life, Paris Match, National Geographic, Reader's Digest, ¡Hola!, 그리고 사람들
- Brooker, Peter 및 Andrew Thacker, eds. The Oxford Critical and Cultural History of Modernist Magazines: 제1권: 영국과 아일랜드 1880–1955 (2009)
- Haveman, Heather A. Magazines and the Making of America: Modernization, Community, and Print Culture, 1741–1860 (Princeton University Press, 2015)
- 모트, 프랭크 루터. A History of American Magazines (5권, 1930–1968), 모든 주요 잡지에 대한 자세한 내용, 1741년부터 1930년까지.
- Summer, David E. The Magazine Century: 1900년 이후 미국 잡지 (Peter Lang Publishing, 2010) 242페이지. 20세기 전반에 걸친 잡지의 급속한 성장을 살펴보고 오늘날의 잡지 형식의 쇠퇴를 분석한다.
- Wood, 미국의 James P. Magazines (1971)
- Würgler, 안드레아스. National and Transnational News Distribution 1400–1800, European History Online, Mainz: Institute of European History (2010).

### 역사 편찬
- Buxton, William J., Catherine McKercher. "캐나다의 신문, 잡지 및 저널리즘: 비판적 역사학을 향하여." Acadiensis (1988) 28#1 pp. JSTOR에서 103–126 ; 또한 온라인
- 데일리, 크리스. "저널리즘 역사의 역사학: 2부: '새로운 이론을 향하여'" American Journalism, Winter 2009, Vol. 26 Issue 1, pp 148–155, 비즈니스 모델의 명령형과 지배적인 뉴스 문화 사이의 긴장을 강조한다.
- 둘리, 브렌든. "초기 현대 저널리즘 역사에서 문학 비평에서 시스템 이론으로", Journal of the History of Ideas (1990) 51#3 pp 461–86.
- Espejo, 카르멘. "근세 초기 유럽 커뮤니케이션 네트워크: 저널리즘 탄생을 위한 새로운 해석의 틀", Media History (2011) 17#2 pp 189–202
- Wilke, Jürgen: Journalism, European History Online, Mainz: Institute of European History, 2013, 검색: 2013년 1월 28일.